# Киевский мотоциклетный завод
ЧАО «Киевский мотоциклетный завод» — предприятие автомобильной промышленности Украины, выпускавшее мотоциклы и, небольшими сериями — автомобильную технику, существовавшее в 1946-2012 годах.
Завод имел механически-сборочное производство мототехники с законченным циклом и содержал в себе все стадии по изготовлению и сборке готовой продукции, контроля за её качеством, транспортировке на всех этапах производственного процесса, организацию и обеспечение обслуживания рабочих мест и участков, технической подготовки производства.
Последняя продукция завода была выпущена в 2008 году, в августе 2012 производственные площади завода были проданы, 20 февраля 2018 года были вывезены последние комплектующие и оборудование, и завод окончательно прекратил существование
С 2017 года территория завода застраивается инновационным парком «Unit City».

## История

### 1945—1991

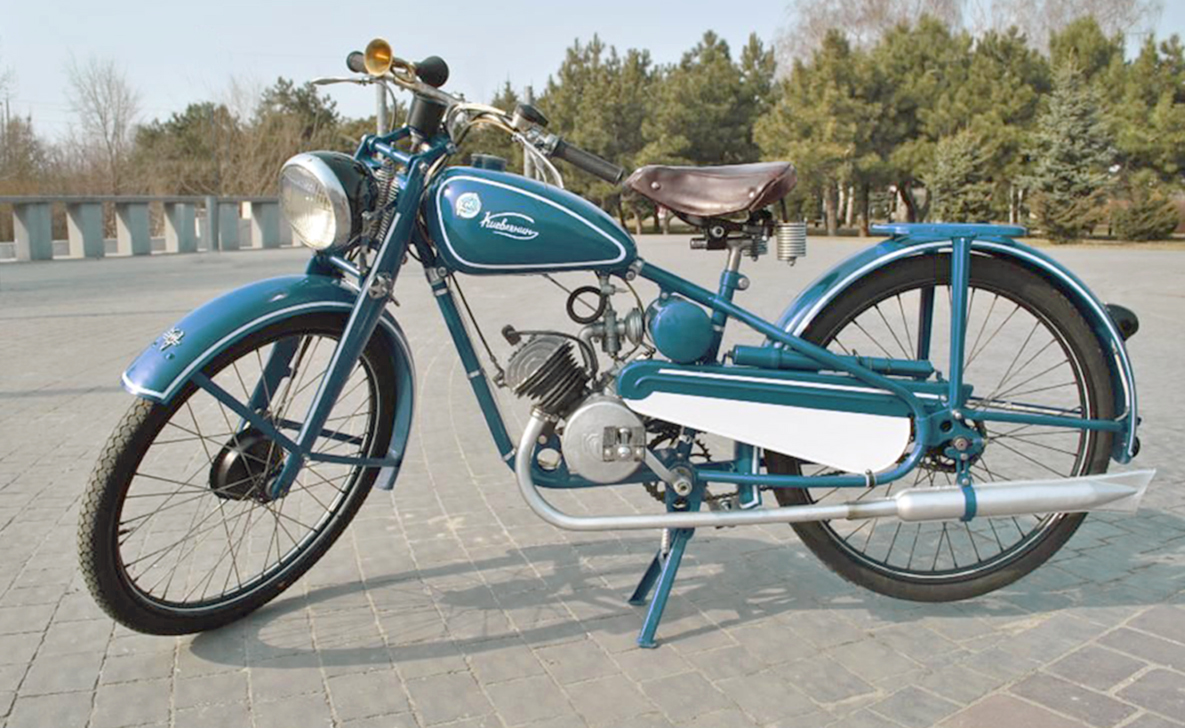
Мотоцикл К1Б «Киевлянин»

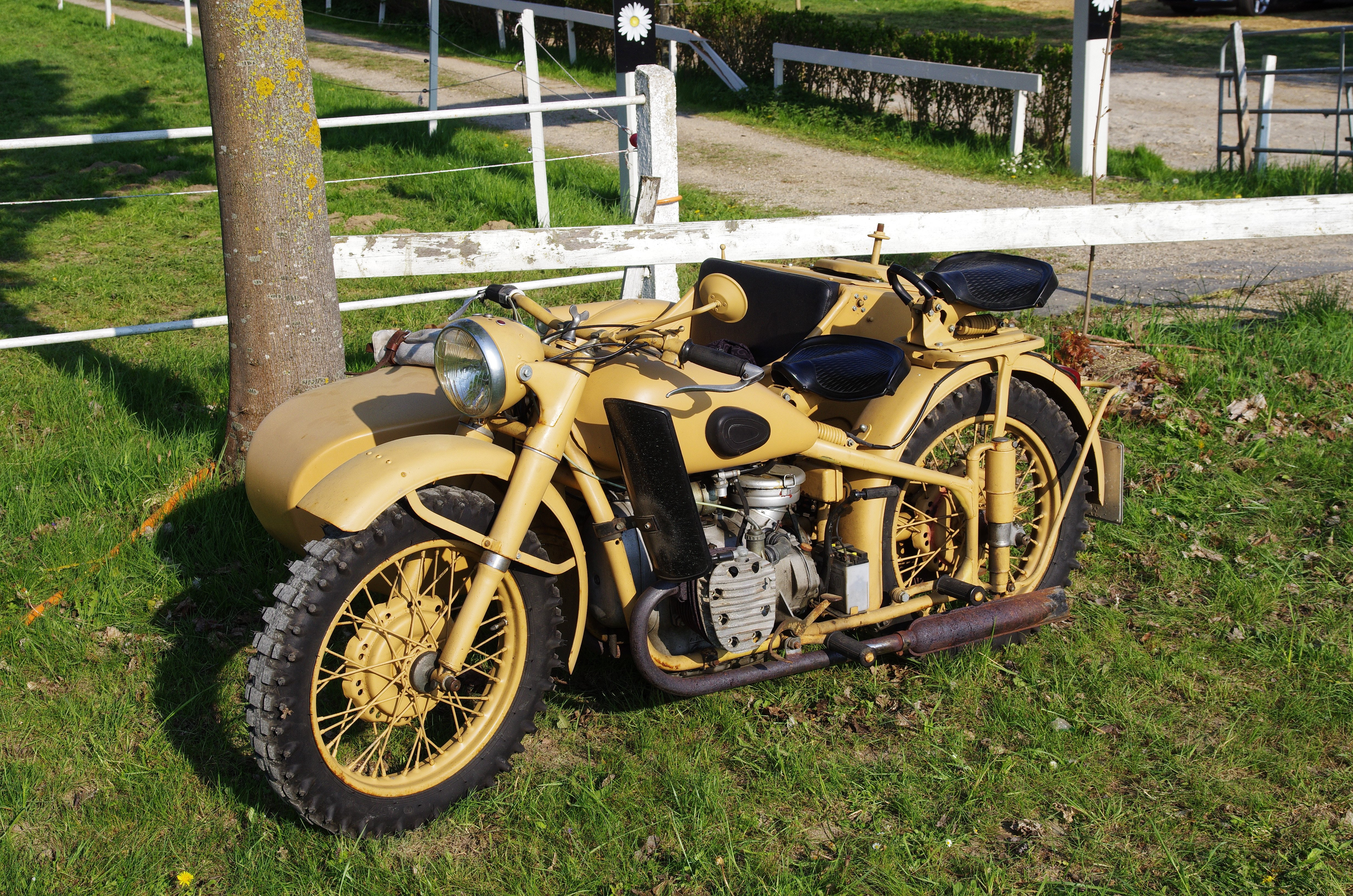
Мотоцикл М-72 — основная продукция Киевского мотоциклетного завода с 1949 по 1956 год

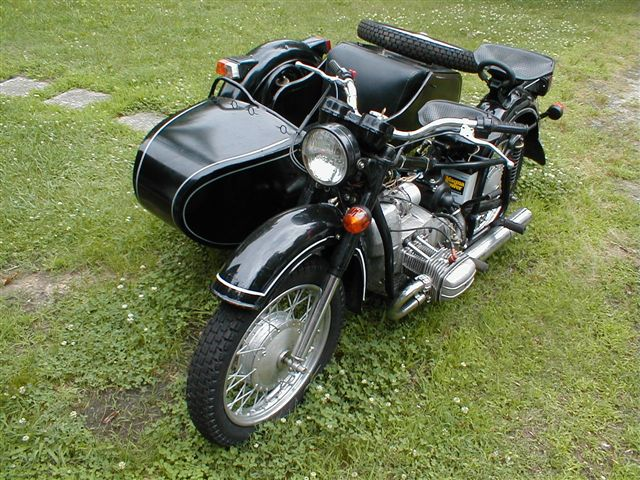
Мотоцикл «Днепр» МТ-11 (КМЗ-8.155) — наиболее известная модель Киевского мотоциклетного завода

Грузовой фургон КМЗ-4 «Киев» — один из серии экспериментальных автомобилей на мотоциклетных агрегатах, выпущенных КМЗ в 1959—1962 годах

Киевский мотоциклетный завод был создан в сентябре 1945 года на базе бывшего Бронетанкового ремонтного завода № 8 в Шевченковском районе города Киева по улице Кагатная, 8 — на основании Постановления Совета народных комиссаров СССР № 2435—652 от 21 сентября 1945 года и приказа Народного Комиссара среднего машиностроения СССР за № 362/С от 26 сентября 1945 года.
С октября 1945 года до конца марта 1953 года завод был подчинён Главному Управлению мотоциклетной и велосипедной промышленности (Главмотовелопром).
Первая модель, одноместный мотоцикл лёгкого класса К-1Б «Киевлянин», была изготовлена в 1946 году по документации мотоцикла Wanderer-1Sp на оборудовании, полученном по репарации из Германии. Первоначально двигатель для «Киевлянина» получали по кооперации, но уже с 1947 года завод начал серийный выпуск мотоциклов К-1Б с двигателем собственного производства.
В конце 1946 года на базе уже находившегося в производстве К-1Б начали изготавливать первую советскую мотоколяску для инвалидов К-1В.
В 1947 году началась разработка трехколёсного мотоцикла, предприятие развернуло работу по строительству производственных цехов и сооружений литейного и заготовительного цехов.
В 1949 году на завод приехали 100 специалистов, техническая оснастка и специализированное оборудование завода «Красная Этна» (прекратившего выпуск мотоциклов тяжёлого класса М-72, копии BMW R71), началась подготовка к выпуску М-72, выпуск которых был освоен в 1951 году.
В 1952 году завод прекратил выпуск легкого мотоцикла К-1Б.
С конца марта 1953 года до середины 1953 года завод подчинялся Первому Главному Управлению мотоциклетной промышленности Министерства машиностроения СССР.
Согласно Указу Президиума Верховного Совета СССР от 19 апреля 1954 года, на базе предприятий Министерства машиностроения СССР образовалось Министерство автомобильного, тракторного и сельскохозяйственного машиностроения СССР, к которому к июлю 1957 года был подчинён Киевский мотоциклетный завод.
С 1956 года на заводе разработали и начали выпускать новую, более усовершенствованную модель К-750. За период с 1955 года по 1970 год выпуск мотоциклов составлял 45-50 тыс. шт. в год.
В соответствии с Постановлением Совета Министров СССР с 1957 года № 556 и приказом Министерства автомобильной промышленности СССР от 14 июня 1957 года № 136, завод передан в Управление машиностроительной промышленности Совета Народного хозяйства Киевского экономического административного района Украинской ССР.
В составе завода были созданы две испытательных лаборатории (дорожной и спортивной техники).
В 1959—1962 гг. на заводе велись работы по созданию развозных микрогрузовиков. В 1959 г. был построен первый образец КМЗ-1 «Киев». Грузовик получил двухцилиндровый оппозитный двигатель воздушного охлаждения от мотоцикла К-750 (26 л. с.), который поместили под грузовой платформой, четырёхступенчатую коробку передач и привод на задние односкатные колёса. В 1960 г. были выпущены три грузовика КМЗ-3 «Киев», у которых двигатель от мотоцикла К-750 (26 л. с.) был размещён «классически» — спереди под коротким капотом. Кабина — двухместная алюминиевая. Грузовая платформа — деревянная. Тормоза и рулевой механизм были позаимствованы от легкового автомобиля ЗАЗ-965. Следом, в 1961 г., был выпущен развозной фургон КМЗ-4 «Киев», который отличался от КМЗ-3 только цельнометаллическим кузовом. Завершил серию микрогрузовиков в 1962 г. фургон КМЗ-5 «Киев», имевший упрощённую конструкцию и минимальный вес (525 кг). Машина была сделана с расчётом на эксплуатацию в армии. Однако, запускать микрогрузовики в крупную серию было признано нецелесообразным.
На основании Постановления Киевского Совнархоза № 49 от апреля 1963 года Киевский мотоциклетный завод передан из Управления машиностроительной промышленности в Управление автотракторного и сельскохозяйственного машиностроения Киевского Совнархоза.
В соответствии с Постановлением Совета Министров СССР от 12 октября 1965 года № 755, Киевский мотоциклетный завод передан в связи с ликвидацией Киевского Совнархоза из Управления автотракторного и сельскохозяйственного машиностроения Киевского Совнархоза по производству мотоциклов и велосипедов в Министерство автомобильной промышленности СССР.
С 1972 года освоен выпуск мотоциклов МТ-9 и МТ-10 с новой коробкой передач и задним ходом.
С 1976 года в Киеве началось усовершенствование эскортной техники, а в 1978 году была изготовлена первая партия из 25 специальных эскортных мотоциклов для Правительства СССР. В дальнейшем, завод освоил мелкосерийное производство эскортных мотоциклов МТ-14/9, которое продолжалось до начала 1990-х годов.
В 1977 году завод освоил производство мотоцикла «Днепр» МТ 10-36.
В 1984 году завод начал производство мотоцикла «Днепр-16».
В 1991 году КМЗ была выпущена первая партия одноместных мотоциклов с объёмом двигателя 650 см³.

### После 1991
После провозглашения независимости Украины завод стал единственным предприятием Украины по производству мотоциклов тяжёлого класса и был передан в ведение министерства машиностроения, военно-промышленного комплекса и конверсии Украины.
Согласно Указу Президента Украины № 210/93 «О корпоратизации предприятий» от 15 июня 1993 года и решению Министерства машиностроения, военно-промышленного комплекса и конверсии Украины № 1720 от 26 декабря 1994 года государственное предприятие было преобразовано в частное акционерное общество «Киевский мотоциклетный завод» (зарегистрировано Шевченковской районной государственной администрацией г. Киева 12 января 1995 года № свидетельства 00231314).
В мае 1995 года Кабинет министров Украины принял решение о приватизации завода. В июне 1995 года находившийся на балансе предприятия детский сад № 130 был передан в коммунальную собственность города.
В 1995—1996 гг. завод освоил производство трёхколесного грузового трицикла КМЗ-8.922 «Днепр-300» грузоподъёмностью 300 кг, на базе которого выпускали специализированные мотоциклы для коммунальных служб, торговли, фермерских хозяйств, лесничеств и др.
После прекращения деятельности Львовского мотозавода КМЗ стал единственным производителем мотоциклов на Украине.
Мотоциклы «Днепр» постоянно совершенствуются, сейчас существует 16 модификаций этого мотоцикла. Разработан модернизованный двигатель, пятиступенчатая коробка передач, дисковые тормоза и прочее. С целью улучшения потребительских качеств мотоцикла начата разработка новых моделей агрегата с электрозапуском, бесконтактной системой зажигания. Это приблизит мотоцикл «Днепр» к требованиям мировых рынков. Предприятие освоило выпуск новой продукции — прицепы к автомобилям различных модификаций, кузова фургонов, спецавтомобили «Конвой-1» и «Фургон-3», прицепы для транспортировки водной техники.
В августе 1997 года завод был включён в перечень предприятий, имеющих стратегическое значение для экономики и безопасности Украины.
24 октября 1998 завод на проходившей в Киеве автомобильной выставке «Авторевью-98» завод представил новую разработку: демонстрационный образец туристического мотоцикла «Чумак», в 2001 году был представлен трёхместный пассажирский трайк «Днепр-303» (созданный на агрегатной базе «Днепр-300»).
В 2002 году началась распродажа неиспользуемых помещений: были проданы корпус № 7 (незавершённый гальванический цех) и половина заводского корпуса № 12.
В 2003 году были проданы вторая половина корпуса № 12 и здание склада.
В марте 2004 года завод был исключён из перечня предприятий, имеющих стратегическое значение для экономики и безопасности Украины и передан в коммунальную собственность города Киева, после чего в течение 2004 года были проданы заводской корпус № 35 и находившийся на балансе завода детский лагерь «Орлятко».
В декабре 2004 года выпускаемый заводом мотоцикл «Днепр-11» вошёл в перечень «Сто лучших товаров Украины».
В мае 2005 года на автовыставке SIA-2005 завод представил новую модель: мотоцикл КМЗ-8.157-022 «Днепр-Чоппер» (созданный на основе конструкции мотоцикла КМЗ-8.157-02).
К осени 2006 года 20 % площадей завода были сданы в аренду, основным направлением деятельности предприятия являлось производство запчастей для ранее выпущенных мотоциклов. Также на предприятии работала линия по производству декоративно-художественного стекла.
В 2006—2007 годы из ранее выпущенных комплектующих заводом были собраны последние серийные мотоциклы марки «Днепр».
В июле 2007 заводу был нанесён материальный ущерб в результате пожара, в ходе которого сгорела редакция детского журнала «Пізнайка» (арендовавшая помещения в одном из заводских знаний). В связи с несвоевременной оплатой государственного заказа во втором полугодии 2007 года хозяйственное положение завода оставалось сложным. Тем не менее, в сентябре 2007 года завод представил новую разработку: специализированный вариант мотоцикла с коляской для пожарной охраны. 2007 год завод завершил с прибылью в размере 4,5 млн гривен.
5 марта 2008 года Кабинет министров Украины утвердил условия продажи завода (вместе с земельным участком).
Начавшийся в 2008 году экономический кризис осложнили положение завода. Осенью 2008 года завод производил запасные части для ранее находившихся в производстве моделей мотоциклов, прицепы для легковых автомобилей и изделия из декоративно-художественного стекла. 2008 год завод завершил с убытком в размере 1,261 млн гривен.
21 октября 2009 года корпус № 11 заводоуправления ОАО «Киевский мотоциклетный завод» был передан для размещения Киевского апелляционного хозяйственного суда.
2009 год завод завершил с убытком в размере 8,582 млн гривен.
Весной 2010 года на автовыставке «Мотошоу-Украина 2010» Киевский мотоциклетный завод и предприятие «Ариан» представили демонстрационный образец двухместного мини-автомобиля с лёгким кузовом из покрытого стекловолокном пенопласта на каркасе из стальных труб и мотором от мотоцикла «Днепр» МТ-10, но серийное производство машины начато не было.
В августе 2012 года Фонд государственного имущества Украины продал 90,8 % акций завода ООО «Капитал индекс групп» при условии сохранения основных видов деятельности завода. Однако производственную деятельность завод не возобновил.
В феврале 2015 года было установлено, что заводское бомбоубежище находится в работоспособном состоянии, однако часть находившегося в нём оборудования демонтирована.
По состоянию на начало 2016 года на заводе работал только фирменный магазин, станочное оборудование было частично демонтировано.
Весной 2017 из ранее изготовленных заводом запасных частей и деталей была собрана коллекционная партия мотоциклов «Dnepr Vintage», которые стали последними мотоциклами «Днепр».

## Известные сотрудники
- Осоченко, Кузьма Фомич (род. 1926) — Герой Социалистического Труда.

## Фотогалерея
|  |  |  |  |  |  |  |

|  |  |  |  |  |  |  |